# Gulden-Vlieslaan
De Gulden-Vlieslaan is een boulevard in Brugge, die deel uitmaakt van de stadsring R30.

## Beschrijving
De vestingen tussen de Smedenpoort en de Ezelpoort maakten deel uit van de grote stadsomwalling. Het was langs deze kant van de stad dat in de loop van de negentiende eeuw nogal wat omwoeling gebeurde. Voor het gedeelte van de omwalling tussen de Begijnenvest en de Boeveriepoort werden doorbraken uitgevoerd in functie van de spoorlijnen. Tussen de Boeveriepoort en de Bloedput waren de wijzigingen eerder gering en bleven de grachten in grote mate onaangeroerd. Het ging er anders aan toe tussen de Bloedput en de Ezelpoort. Een deel van de gracht werd gedempt en wat overbleef werd stilstaand water en kreeg de naam Stil Ende. Van de promenade bleef minder over dan elders en er werd een bredere boulevard aangelegd.
Deze werken werden rond 1885 uitgevoerd en aan dit deel van wat vroeger de Smedenvest heette, besliste het stadsbestuur de naam Gulden-Vlieslaan te geven. Dit gebeurde niet zonder tegenstribbelen in de gemeenteraad. Sommige leden vonden dat men de bestaande straatnamen in ere diende te houden. De meerderheid ging toch akkoord met de wijziging.
De naam Gulden Vlies betekende een herinnering aan een belangrijke gebeurtenis in de geschiedenis van Brugge: de stichting van de Orde van het Gulden Vlies in januari 1430 door hertog Filips de Goede, ter gelegenheid van zijn huwelijk met Isabella van Portugal.

## Literatuur

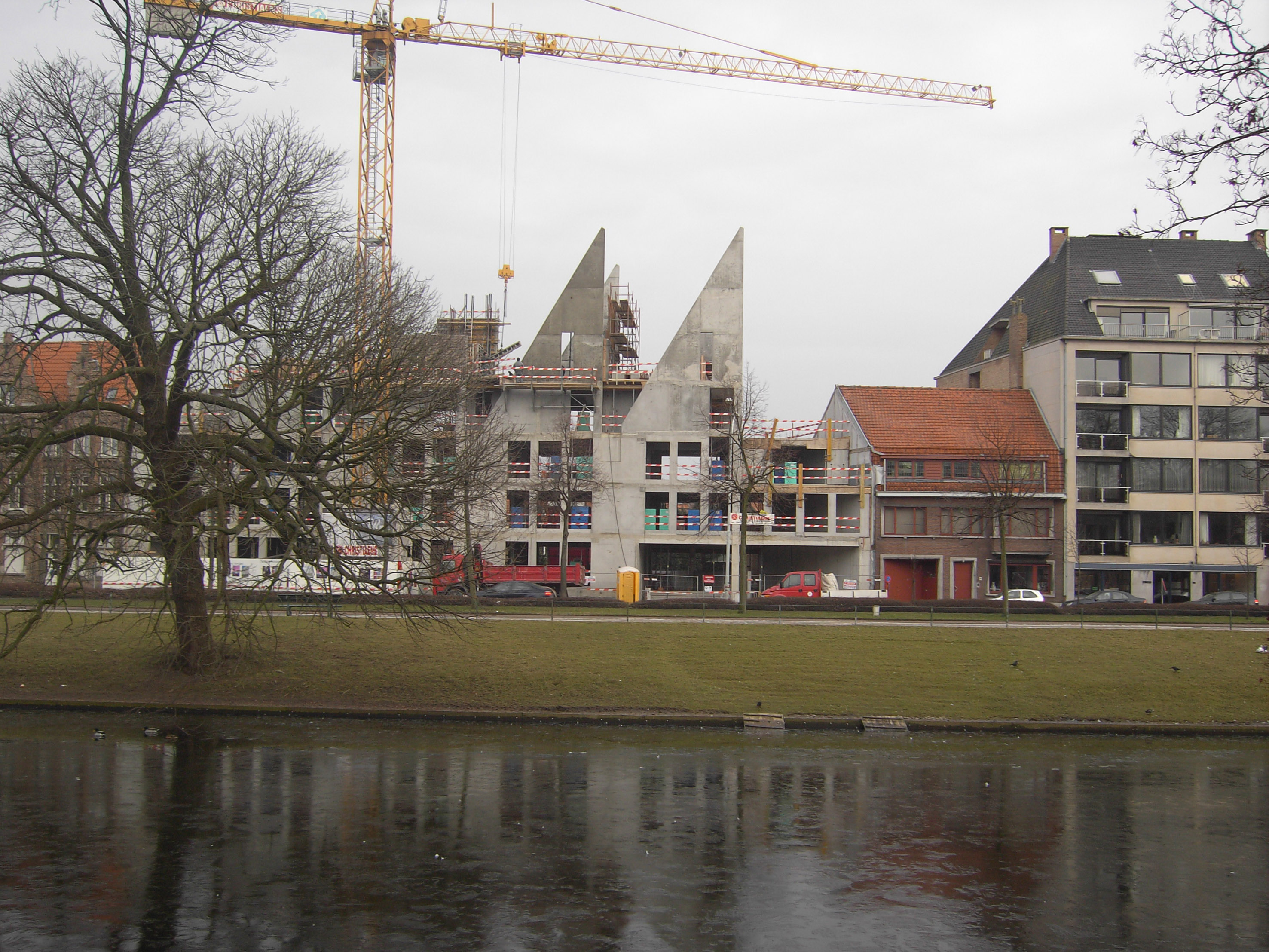
Moderne appartementen in opbouw aan de Gulden-Vlieslaan